# Carlo Lavezzari
Carlo Lavezzari (Menconico, 2 agosto 1924 – Milano, 25 dicembre 1994) è stato un imprenditore, dirigente sportivo e politico italiano.

## Biografia
Di umili origini, nel febbraio 1945 sopravvisse per miracolo alla strage della sua famiglia, la madre Maria e tre dei suoi fratelli, ad opera di un nucleo di partigiani a causa di rancori familiari. Nel dopoguerra si laureò in ingegneria a Pavia e intraprese un'attività imprenditoriale nel settore meccanico e metallurgico grazie all'acciaio dei residuati bellici che vendeva o lavorava in proprio.
Nel 1968 fondò, insieme all'imprenditore francese Henri Willame, la fabbrica di automobili Lawil. Nella primavera del 1978 fu sequestrato per 18 giorni dalla banda di Francis Turatello, ma venne liberato dalla polizia senza pagare alcun riscatto. Il 3 giugno 1979 Lavezzari fu eletto al Senato nella VIII legislatura con la Democrazia Cristiana, divenendo amico e collaboratore di Giulio Andreotti.
Fu membro della Commissione Industria del Senato fino alla fine della legislatura. Non venne rieletto alle successive elezioni, ma divenne per un breve periodo presidente della società pubblica Iritecna. Fu anche per breve tempo dirigente dell'Inter. Carlo Lavezzari morì il 25 dicembre 1994 per un'emorragia cerebrale all'età di settant'anni.